# نریشت بزرگ
نریشت بزرگ (نام علمی: Hyparrhenia rufa) نام یک گونه از سرده نریشت است.